# Kathryn Drysdale
Kathryn Drysdale est une actrice britannique née le 1er décembre 1981 à Wigan en Angleterre.

## Filmographie

### Cinéma
- 2004 : Vanity Fair : La Foire aux vanités : Rhoda Swartz
- 2005 : Zemanovaload : l'agent de voyage
- 2007 : St Trinian's : Pensionnat pour jeunes filles rebelles : Taylor
- 2013 : Un incroyable talent : l'assistante de production
- 2015 : Urban and the Shed Crew : Madge
- 2020 : Dennis & Gnasher: Unleashed! On the Big Screen : JJ
- 2022 : La Bulle : la femme de Zaki et Minnie
- 2022 : Notre Noël à la ferme : Miss Ashley
- 2022 : Shakes
- 2023 : The Mud Hut : Shirley
- 2023 : When They Come For Me : Billy

### Télévision
- 1999 : People Like Us : l'assistante du magasin de chaussures (1 épisode)
- 2000 : Scotland Yard, crimes sur la Tamise : la fille enceinte (1 épisode)
- 2001 : Chambers : Fran James (1 épisode)
- 2001-2009 : Deux Blondes et des chips : Louise (70 épisodes)
- 2003 : Rockface : Susie Travis (2 épisodes)
- 2003 : Ultimate Force : Susannah (1 épisode)
- 2003 : Holby City : Gaby Burton (1 épisode)
- 2003 : Doctors : Keeley Burton (1 épisode)
- 2006 : Doctor Who : Bliss (1 épisode)
- 2006 : Tripping Over : Lizzie (6 épisodes)
- 2011 : Benidorm : Natalie Jones (6 épisodes)
- 2014 : Meurtres au paradis : Simone Magon (1 épisode)
- 2015 : Suspects : Liz Maitlin (1 épisode)
- 2015-2017 : Bottersnike & Gumbles : Bounce et Merri (18 épisodes)
- 2016 : New Blood : Laura Jones (3 épisodes)
- 2016-2020 : The Windsors : Meghan Markle (10 épisodes)
- 2017 : Thunderbirds : Kate (1 épisode)
- 2017-2020 : Denis & Scratch : Déchaînés ! : JJ (17 épisodes)
- 2018 : Plebs : Cleo (1 épisode)
- 2020-2022 : La Chronique des Bridgerton : Geneviève Delacroix (15 épisodes)
- 2021-2022 : Circle Square : Marry Ruffle, Gwen et Dilys Dillydally (21 épisodes)
- 2022 : Lloyd of the Flies : Dotty, Alison120 et Amy Fly (4 épisodes)

### Jeu vidéo
- 2012 : The Nightvision Experiment : Davina
- 2018 : Forza Horizon 4 : la passagère du taxi
- 2019 : Anthem : voix additionnelles
- 2022 : Horizon Forbidden West : voix additionnelles